# Aithobryum
Aithobryum, biljni rod mahovnjača iz porodice Pottiaceae u koji u smještene tri vrste izdvojene iz roda Didymodon. Tipična je A. norrisii (R.H. Zander) R.H. Zander. 
Rod je opisan 2019.
1. Aithobryum bistratosum (Hébr. & R.B. Pierrot) R.H. Zander
2. Aithobryum norrisii (R.H. Zander) R.H. Zander
3. Aithobryum rivicola (Broth.) R.H. Zander